# Hyphessobrycon compressus
Hyphessobrycon compressus är en fiskart som först beskrevs av Meek, 1904.  Hyphessobrycon compressus ingår i släktet Hyphessobrycon och familjen Characidae. Inga underarter finns listade i Catalogue of Life.